# دبردان عليا
دبردان عليا (بالفارسية: دبردان علیا) هي منطقة سكنية تقع في قسم تشاراويماق المركزي في إيران. يقدر عدد سكانها بـ 168 نسمة .